# نجيميات
نجيميات (الاسم العلمي: Asterinidae)، فصيلة من نجوم البحر تتبع رتبة المصراعيات.

## الوصف والخصائص
هذه النجوم البحرية صغيرة الحجم بشكل عام، مسطحة الظهر ولها أذرع قصيرة جدًا، وغالبًا ما تكون أجسامها خماسية الشكل؛ على سبيل المثال: النجمية الحمراء (باستثناء بعض الأنواع التي تمتلك أكثر من خمسة أذرع). يكون محيط جسمها رقيقًا ويتكون من صفائح هامشية صغيرة غير واضحة. تتميز هذه النجوم بوجه غير فموي مكون من صفائح على شكل هلال، مما يعطيها أحيانًا مظهرًا "محبوكًا" للجلد.
يمكن أن تكون الأنواع السحيقة (التي تعيش في الأعماق السحيقة) أكبر حجمًا، مثل تلك التي تنتمي إلى جنس Anseropoda، والتي يمكن أن يتجاوز قطرها 45 سم.